# توماس مور (سياسي أمريكي)
توماس مور هو سياسي أمريكي، ولد في 21 أبريل 1831، وتوفي في 10 مايو 1907. انتخب عضو جمعية ولاية ويسكونسن ‏.